# Piriqueta corumbensis
Piriqueta corumbensis är en passionsblomsväxtart som beskrevs av Carlos Alberto Ferreira de Moura. Piriqueta corumbensis ingår i släktet Piriqueta och familjen passionsblomsväxter. Inga underarter finns listade i Catalogue of Life.